# N,N′-Disalicyliden-1,2-diaminopropan
N,N′-Disalicyliden-1,2-diaminopropan ist eine chemische Verbindung aus der Gruppe der Diamine. Es handelt sich um ein mehrzähnigen Chelatliganden, der in diesem Zusammenhang mit salpn abgekürzt wird.

## Verwendung
Unter der Handelsbezeichnung Keromet MD wird die Substanz als Kerosin-Additiv eingesetzt, wobei sie die Funktion des Metall-Deaktivators übernimmt. Es verhindert durch Metalle katalysierte Oxidation und Polymerisation des Treibstoffs.